# 9795 Депрез
9795 Депрез (9795 Deprez) — астероїд головного поясу, відкритий 15 квітня 1996 року.
Тіссеранів параметр щодо Юпітера — 3,281.